# Cabinet Lemke II
Land de Schleswig-Holstein
Lemke I Stoltenberg I
Le cabinet Lemke II (en allemand : Kabinett Lemke II) est le gouvernement du Land de Schleswig-Holstein entre le 3 mai 1967 et le 24 mai 1971, durant la 6e législature du Landtag.

## Historique du mandat
Dirigé par le ministre-président chrétien-démocrate sortant Helmut Lemke, ce gouvernement est constitué et soutenu par une « coalition noire-jaune » entre l'Union chrétienne-démocrate d'Allemagne (CDU) et le Parti libéral-démocrate (FDP). Ensemble, ils disposent de 38 députés sur 73, soit 52,1 % des sièges du Landtag.
Il est formé à la suite des élections législatives régionales du 23 avril 1967.
Il succède donc au cabinet Lemke I, constitué et soutenu par une coalition identique.
Au cours du scrutin, la CDU conserve son nombre de sièges mais le total des députés a été augmenté par une réforme de la loi électorale. Dans l'incapacité de gouverner seule, elle confirme son association avec le FDP, qui a perdu un élu.
À peine dix jours après le scrutin, Lemke constitue donc son second cabinet, où siègent initialement trois libéraux, réduits à deux au bout d'une semaine seulement. En février 1971, le dernier ministre du Parti libéral-démocrate quitte sa formation après que celle-ci a annoncé vouloir s'allier avec le SPD.
Lors des élections législatives régionales du 25 avril 1971, la CDU, emmenée par l'ancien ministre fédéral Gerhard Stoltenberg, s'impose avec une nette majorité absolue en voix et en sièges. Tandis que Lemke devient le nouveau président du Landtag, Stoltenberg constitue son premier cabinet.

## Composition

### Initiale (3 mai 1967)
| Fonction                                                   | Titulaire | Titulaire                                                                               | Parti |
| ---------------------------------------------------------- | --------- | --------------------------------------------------------------------------------------- | ----- |
| Ministre-président                                         |           | Helmut Lemke                                                                            | CDU   |
| Vice-ministre-président Ministre de l'Intérieur            |           | Hartwig Schlegelberger                                                                  | CDU   |
| Ministre des Finances                                      |           | Hans-Hellmuth Qualen                                                                    | FDP   |
| Ministre de l'Économie et des Transports                   |           | Knud Knudsen (du 01/06/1967 au 21/03/1969) Gerhard Gaul (à partir du 24/03/1969)        | CDU   |
| Ministre de l'Éducation                                    |           | Claus-Joachim von Heydebreck (jusqu'au 30/04/1969) Kurt Hannemann (jusqu'au 02/11/1969) | CDU   |
| Ministre de l'Alimentation, de l'Agriculture et des Forêts |           | Ernst Engelbrecht-Greve                                                                 | CDU   |
| Ministre de la Justice                                     |           | Bernhard Leverenz (jusqu'au 10/05/1967)                                                 | FDP   |
| Ministre de la Justice                                     |           | Gerhard Gaul (du 27/03/1969) Claus-Joachim von Heydebreck (jusqu'au 02/11/1969)         | CDU   |
| Ministre du Travail, des Affaires sociales et des Déplacés |           | Otto Eisenmann                                                                          | FDP   |

### Remaniement du 3 novembre 1969
- Les nouveaux ministres sont indiqués en gras, ceux ayant changé d'attributions en italique.

| Fonction                                                   | Titulaire | Titulaire                                                      | Parti |
| ---------------------------------------------------------- | --------- | -------------------------------------------------------------- | ----- |
| Ministre-président                                         |           | Helmut Lemke                                                   | CDU   |
| Vice-ministre-président Ministre de l'Intérieur            |           | Hartwig Schlegelberger                                         | CDU   |
| Ministre des Finances                                      |           | Hans-Hellmuth Qualen                                           | FDP   |
| Ministre de l'Économie et des Transports                   |           | Gerhard Gaul (jusqu'au 09/11/1969) Karl-Heinz Narjes           | CDU   |
| Ministre de l'Éducation                                    |           | Walter Braun                                                   | CDU   |
| Ministre de l'Alimentation, de l'Agriculture et des Forêts |           | Ernst Engelbrecht-Greve                                        | CDU   |
| Ministre de la Justice                                     |           | Henning Schwarz                                                | CDU   |
| Ministre du Travail, des Affaires sociales et des Déplacés |           | Otto Eisenmann (jusqu'au 16/11/1969) Hans-Hellmuth Qualen a.i. | FDP   |